# Meerane
Meerane (pronunciación en alemán: /meˈʁaːnə/ⓘ) es una ciudad situada en el distrito de Zwickau, en el estado federado de Sajonia (Alemania). Tiene una población estimada, a fines de abril de 2024, de 13 716 habitantes.